# Might & Magic Heroes VI
A Might & Magic Heroes VI egy körökre osztott stratégiai videójáték Microsoft Windowsra, a Heroes of Might and Magic sorozat hatodik játéka. A játékot a magyar Black Hole Entertainment fejlesztette és a Ubisoft adta ki 2011. október 13-án, ennek megfelelően magyar lokalizációt is kapott. Egyes patch-eket és letölthető tartalmakat a Limbic Entertainment fejlesztett, illetve a Shades of Darkness (A Sötétség Árnyalatai) kiegészítőt a Virtuos. A játékot 2010. augusztus 17-én jelentették be a Gamescom rendezvényen.
Története a Heroes V előzménye, annak cselekménye előtt körülbelül 500 évvel játszódik, és az ott megismert Ashan világában történik. A cselekmény a Griff-dinasztia öt örökösének történetét követi végig, akik egy démoninváziót próbálnak visszaverni, és oldaltól függően segíteni vagy megakadályozni akarják Mihály arkangyal felkészülését egy ősi háború újbóli kirobbantására. Bár a klasszikus epizódokhoz továbbra sincs köze, történnek benne visszautalások a korábbi történetekre, például az Ősökre történő utalással, vagy Crag Hack karakterének visszatérésével.
Akárcsak az előző részeket, ezt is egyjátékos és többjátékos módban lehet játszani, és ennek során hősöket lehet irányítani különféle frakciók oldalán, és körökre osztott küzdelmek során összecsapni az ellenféllel. A korábbi részekhez képest néhány újítást vezettek be, mint az esély-alapú képzettségi rendszer és a varázslatok megtanulásának rendszerének egy új, a hős tulajdonságainak megfelelő rendszerre való lecserélése. A nyersanyagok számát hétről négyre csökkentették, bevezették a pont alapú hírnévrendszert, a lények nélkül utazó magányos hősöket, és a frakciókhoz tartozó területek kontrollálásának új lehetőségeit.
A Heroes VI általában véve jó kritikákat kapott: dicsérték az újrajátszhatóságot, a látványvilágot és az ötletes fejlesztéseket. Ezzel szemben a számos, az elkapkodott fejlesztés miatt bennmaradt hiba és az állandó internetkapcsolatot igénylő másolásvédelem komoly kritika tárgya volt.

## Játékmenet
A Heroes VI játékmenete nagy vonalakban megegyezik a korábbi epizódokéval. Minden frakciónak saját hősei vannak, akik vagy az erő, avagy a mágia terén képzettek. Minden karakter tapasztalati pontot gyűjthet és ez alapján fejlődhet. A korábbi rendszerrel ellentétben már nem a várakban felhúzott tornyokból lehet megtanulni a varázslatokat, hanem egy "kerék"-rendszerre helyezték azt át, ahogy a képzettségeket is. Szintlépésekkor kapott pontok ráköltésével választhatjuk ki magunknak azokat, amelyek szimpatikusak. Minden hős a beállítottságának megfelelően profitálhat akár a pusztító, akár a diplomatikus megközelítésű fellépéséből.
A játékos által birtokolt terület immár királyságot alkot, amely így nemcsak várak halmaza, hanem a térképen is jól látható, elkülönült terület. Függetlenül attól, hogy egy másik játékos elfoglalja-e az adott területen lévő nyersanyaglelőhelyet, a terület birtokosa is ugyanúgy proitál belőle, feltéve hogy a közelben lévő vár a birtokában van. Néhány épület semleges, függetlenül attól, hogy ki foglalta el a területet. Ennek megfelelően többé már nem kell plusz hősökkel őriztetnünk az elfoglalás ellen a bányáinkat vagy lénytoborzó épületeket, ami lényeges könnyítés a korábbi epizódokhoz képest.
Négy nyersanyag maradt: arany, fa, kő és vérkristály. A fa és a kő a leggyakoribb és a legtöbb dologhoz szükséges. Az arany ritkább, de még ritkább a vérkristály, ami az igazán magas szintű lényekhez vagy épületekhez kell. 
Többjátékos módban egy új mód, a "Kingdom Conquest" is megjelent, ami a "King of the Hill" játékmód Heroes-megfelelője: annyi várat kell elfoglalnunk, amennyit csak tudunk és meghatározott ideig birtokolnunk.
Öt frakció van a játékban: Haven, Sanctuary, Stronghold, Inferno és Necropolis. A Haven és a Sanctuary a "jó", az Inferno és a Necropolis a "gonosz", a Stronghold pedig "semleges"., de a saját döntéseink ezt felülírhatják, nincs megkötve a kezünk. Minden frakciónak van egy saját kampánya és egy bevezető kampány is van, aminek végigvitele a játék elején kötelező. A Shades of Darkness kiegészítő egy újabb frakciót, a semleges Dungeon-t hozza a játékba.

## Fejlesztés
Először 2009 júniusában került rá utalás a "Might and Magic: Clash of Heroes" videójában, hogy készül a hatodik rész. Kezdetben úgy volt, hogy ezt a részt is a Nival Interactive fejleszti, de a Ubisoft és a fejlesztők víziója nem találkozott, és a Nival egyébként is el volt foglalva az Allods Online fejlesztésével. A Black Hole Entertianment meggyőzte a kiadót, hogy tökéletes választás lennének a epizód elkészítésére. A játék megjelenését a Might and Magic franchise 25. évfordulójára időzítették, emiatt több csúszást is elszenvedett a program.
2012. április 17-én a Ubisoft bejelentette, hogy a Black Hole többé nem dolgozik a játékhoz kapcsolódó tartalmakon, hanem helyette a Limbic Entertainment lesz az, akik már az alapjáték fejlesztésének vége felé is beszálltak a munkába. A Black Hole ezzel egyidejűleg csődöt jelentett, nagyrészt azért, mert a játék megjelenése folyamatosan csúszott. Ha ez nem lenne elég, a Ubisoft be is perelte őket, hogy megszerezze a játékkal kapcsolatos valamennyi jogot.
A játékhoz támogatási ideje alatt összesen 27 patch került kiadásra, ebből 23 az alapjátékhoz.

## Kiegészítők
2012-ben két letölthető tartalom érkezett a játékhoz. Az első a Pirate of the Savage Sea (A Barbár-tenger kalózai), a második a Danse Macabre címet kapta. Mindkettő letölthető volt külön és "Adventure Pack" csomagban. Ezeket már a Limbic Entertainment fejlesztette, mert a Black Hole eddigre tönkrement, és a Ubisofttal is jogvitában állt. A későbbiekben a Limbic volt a felelős a játékhoz kiadott patch-ekért is. A "Pirates of the Savage Sea" néhány újdonságot hozott csak: új varázstárgyakat, új pályákat, egy új hőst (Crag Hack), aki a Might & Magic X: Legacy-ben is szerepelt, valamint a városok képernyőit. A Danse Macabre hasonló újdonságokat hozott, néhány új épületet, valamint apró bónuszokat.
2013 májusában jelent meg a Shades of Darkness (A Sötétség Árnyalatai), amelyet a Virtuos fejlesztett, a Black Hole logóját pedig már az alapjátékból is kivették. Ebben két új kampány, a Dungeon frakció, és néhány hibajavítás kapott helyet.

## Fogadtatás
Kezdetben rengeteg gond volt a játékkal, főként a játék közbeni összeomlások, hibák, a gyenge mesterséges intelligencia és a rossz játékegyensúly voltak problémásak, valamint az állandó internetkapcsolatot igénylő másolásvédelem. 2013 szeptemberéig számos javítást adtak ki, az utolsóval szűnt meg a hivatalos online támogatás is, a Conflux nevű multiplayer rendszeren keresztül. Ezeknek köszönhetően a játék ugyan pozitív kritikákat kapott, de már jóval kevésbé volt sikeres, mint elődei,

## Fordítás
Ez a szócikk részben vagy egészben  a   Might & Magic Heroes VI című angol Wikipédia-szócikk ezen változatának fordításán alapul.  Az eredeti cikk szerkesztőit annak laptörténete sorolja fel. Ez a jelzés csupán a megfogalmazás eredetét és a szerzői jogokat jelzi, nem szolgál a cikkben szereplő információk forrásmegjelöléseként.